# George Sheldon
George Sheldon (17 de maio de 1874 – 25 de novembro de 1907) foi um saltador estadunidense, campeão olímpico.

## Carreira
Sheldon competiu nos Jogos Olímpicos de Verão de 1904 e venceu a prova masculina de plataforma de 10 metros com a pontuação total de 12.66. Seu resultado foi bastante contestado pelos adversários alemães, com recursos que foram analisados por uma semana até a rejeição do diretor do evento. Foi homenageado em 1989 pelo International Swimming Hall of Fame. Ele também era oftalmologista, formado pela Barnes Medical College, e trabalhava em St. Louis.